# Galmi
Galmi est un village du Niger, rattaché à la commune rurale de Doguéraoua (département de Birni N'Konni, région de Tahoua),  qui compte environ 8 000 à 10 000 habitants. Il se situe à 500 km  à l'est de Niamey sur la route nationale 1 est-ouest entre Birni N'Konni et Maradi, dans un environnement sec et rocheux, à la limite sud du désert du Sahara.
Galmi est bien connu pour ses oignons violets et rouges, très populaires en Afrique de l'Ouest. La culture de l'oignon dans cette région a fait l'objet d'un film documentaire nigérien, « Pour le meilleur et pour l'oignon ».
Un point de repère bien connu est l'hôpital des missions, l'hôpital de Galmi. L'enceinte de l'hôpital présente une végétation luxuriante, contrastant avec la zone environnante, grâce à la présence d'un puits local.